# 仙台站

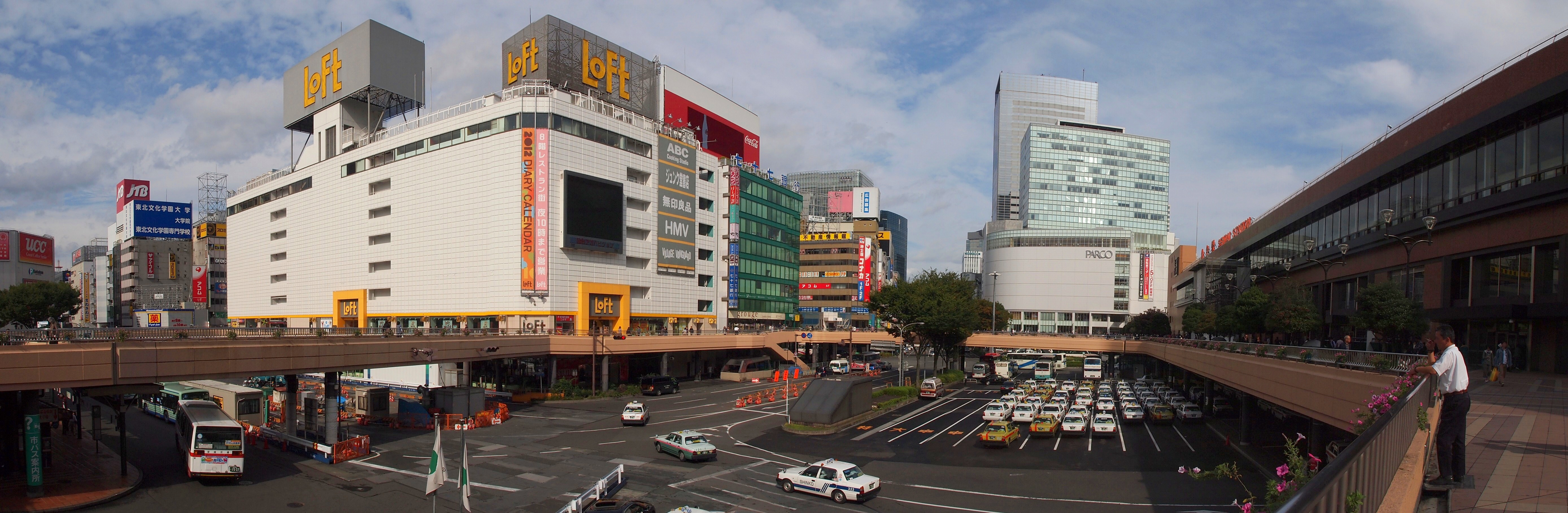
Loft仙台店 (西口)

仙台站（日语：〔〕／ Sendai eki */?）位在日本宮城縣仙台市青葉區與宮城野區，是東日本旅客鐵道（JR東日本）、仙台市地下鐵的鐵路車站，也是仙台市的中心車站。

## 歷史
仙台站於1887年12月15日開始營業。當時只有東北本線經過，也只有4個月台。發展至今，先後有常磐線（1897年）、仙石線（1928年）、仙山線（1933年）、東北新幹線（1982年）與仙台市地下鐵南北線（1987年）通車至本站。由4個月台，增至十數個，也擴充成3層的車站大樓，成為東北地區的重要車站。2002年（平成14年）入選東北車站百選。2007年3月18日，連結本站與仙台機場的仙台機場鐵道通車。
站前是仙台市商業區，青葉通。

## 車站構造

### JR東日本
新幹線及在來線（仙石線除外）使用地面站房，爲地上4層及地下1層的建築，呈南北方向佈置。車站東、西口側分別建有車站大樓，名爲S-PAL仙台東館及S-PAL仙台本館。仙石線於地面站房東口對出、宮城野通的地底另設地下車站，呈東西向佈置。
在来線設有4個檢票口，其中3個通往在来線地面月台，分別是2樓車站大堂西口側的「中央檢票口」和東口一側的「東檢票口」，經2樓的在来線中央通路通往各地面月台；以及S-PAL本館地下1層的「地下南口」，經地下道通往各地面月台；東口對出地下1層的仙石線站廳另設「地下東口檢票口」，通往仙石線地下月台；仙石線站區另有付費區通道連接地面站房2樓的在来線中央通路。
新幹線在西口大堂3樓設有「新幹線中央檢票口」和「新幹線南檢票口」2個檢票口，需要在新幹線及在來線之間換乘的乘客可分別經「新幹線中央換乘口」或「新幹線南換乘口」直接前往2樓在来線中央通路進行換乘。
車站設有2組綠窗口（人工售票處），悉數位於西口一側，位於3樓新幹線大堂中央及2樓在来線中央檢票口旁。站內各檢票口旁亦設有自動售票機、指定席售票機以及自動補票/精算機。
JR車站設有地下通道，可從「地下南口」出站，透過西口地下自由通路到達地鐵站；或透過東西地下自由通路前往仙石線青葉通站。
本站爲設置站長的直營站，同時負責管理青葉通站的運作。本站爲JR的「特定都区市内」車費制度中，「仙台市内」的中心站，所有到發地爲「仙台市内」的車票以本站爲基準來計算車費。
車站出口分為西口與東口。2樓的東西自由通路連接西口（南町通側）與東口（宮城野通側）巴士站；位於南町通地底的西口地下自由通路連接JR仙台站與地下鐵仙台站；位於青葉通地底的東西地下自由通路則連接站房東側的仙石線仙台站與西側的青葉通站。

#### 月台配置

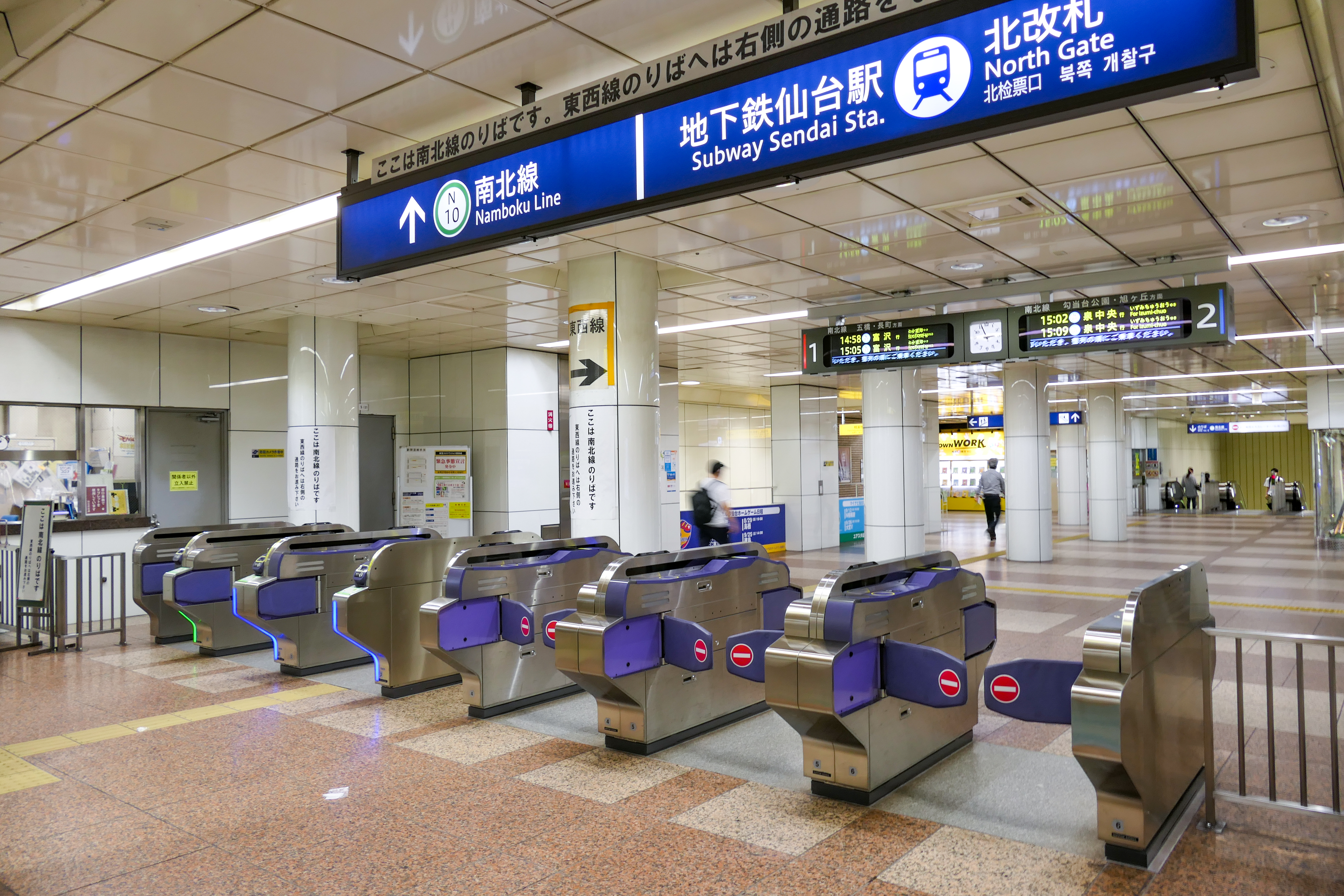
1～8號線（東北本線、常磐線、仙山線、仙石東北線）的月台是位於地面的側式一面一線月台與島式三面七線月台。
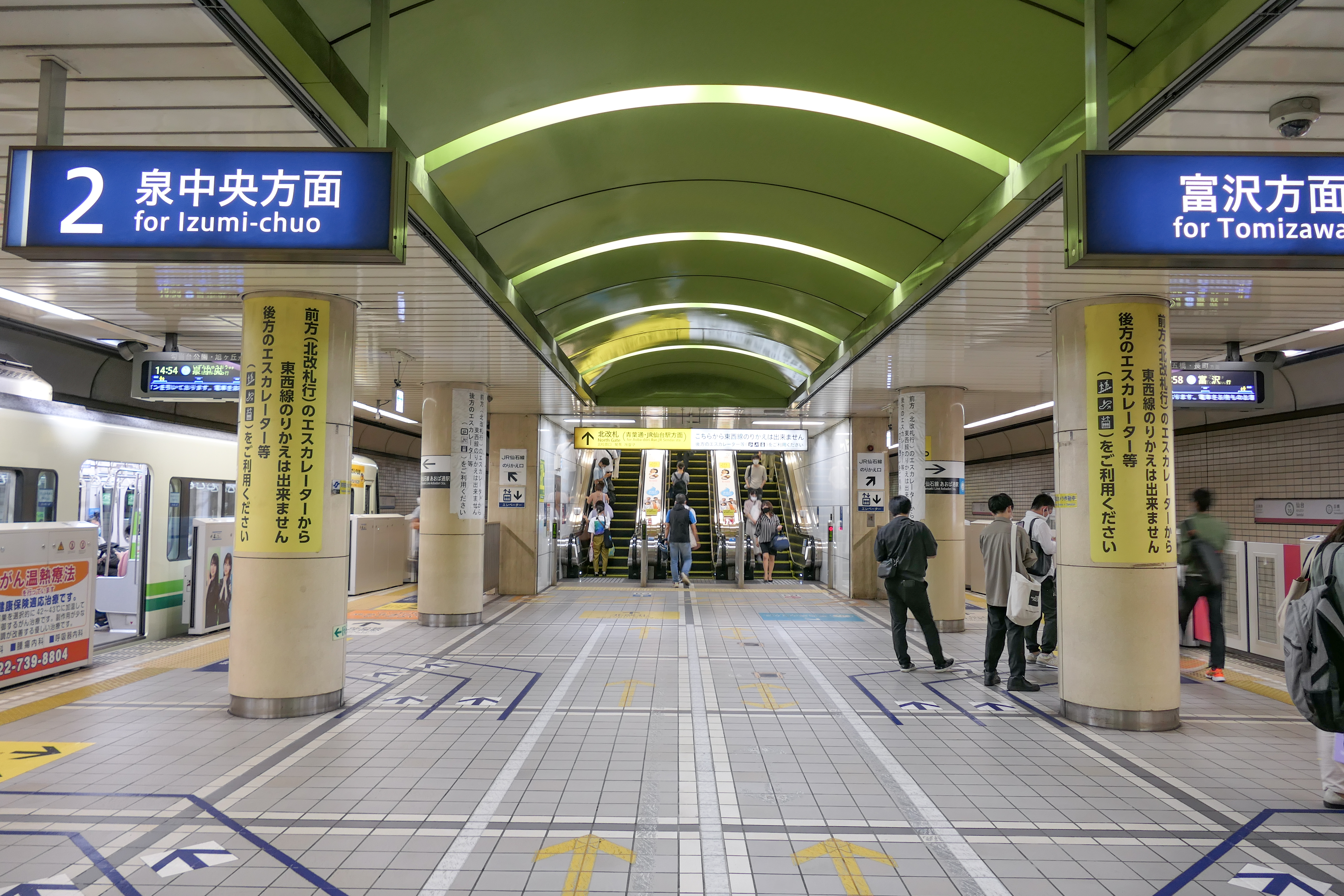
9、10號線（仙石線）的月台是位於地下層的島式一面二線月台。
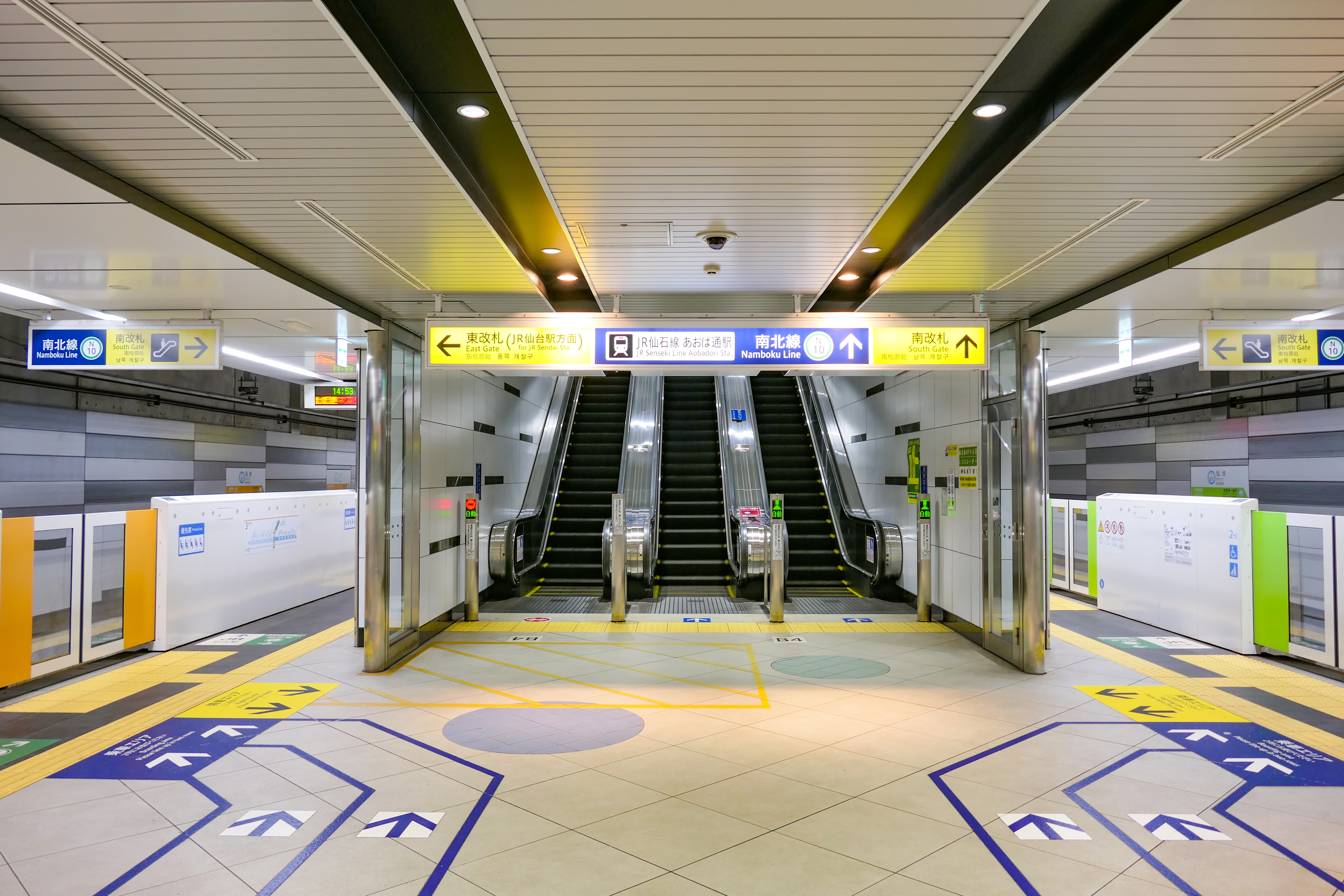
11～14號線（新幹線）是位於四樓高架的島式二面四線月台。

| 在來線 地面月台    |                          |                    |                                    |
| 1・2               | ■ 東北本線               | （下行）           | 利府、小牛田、一之關方向           |
| 1・2               | ■ 仙石東北線             | ■ 仙石東北線       | 鹽釜、高城町、矢本、石卷方向       |
| 3                  | ■ 東北本線               | （上行）           | 白石、福島、郡山、黑磯方向         |
| 3                  | ■ 仙台機場Access線       | ■ 仙台機場Access線 | 名取、仙台機場方向                 |
| 4                  | ■ 東北本線               | （下行）           | 利府、小牛田、一之關、盛岡方向     |
| 4                  | ■ 東北本線               | （上行）           | 白石、福島、郡山、黑磯方向         |
| 4                  | ■ 常磐線                 | ■ 常磐線           | 岩沼、亘理、濱吉田、磐城、上野方向 |
| 4                  | ■ 仙台機場Access線       | ■ 仙台機場Access線 | 名取、仙台機場方向                 |
| 4                  | ■ 仙石東北線             | ■ 仙石東北線       | 鹽釜、高城町、矢本、石卷方向       |
| 5                  | ■ 仙石東北線             | ■ 仙石東北線       | 鹽釜、高城町、矢本、石卷方向       |
| 5                  | ■ 東北本線               | （上行）           | 白石、福島、郡山、黑磯方向         |
| 6                  | ■ 東北本線               | （上行）           | 白石、福島、郡山、黑磯方向         |
| 6                  | ■ 常磐線                 | ■ 常磐線           | 岩沼、亘理、濱吉田、磐城、上野方向 |
| 7・8               | ■ 仙山線                 | ■ 仙山線           | 愛子、作並、山形方向               |
| 仙石線 地底月台    |                          |                    |                                    |
| 9                  | ■ 仙石線                 | （上行）           | 往青葉通                           |
| 10                 | ■ 仙石線                 | （下行）           | 多賀城、松島海岸、高城町、石卷方向 |
| 新幹線月台（高架） |                          |                    |                                    |
| 11、12             | 東北、秋田、北海道新幹線 | （下行）           | 盛岡、新青森、秋田、新函館北斗方向 |
| 11、12             | 東北新幹線               | （上行）           | （此站始發）宇都宮、大宮、東京方向 |
| 13、14             | 東北新幹線               | （上行）           | 宇都宮、大宮、東京方向             |

車站、結構、檢票口
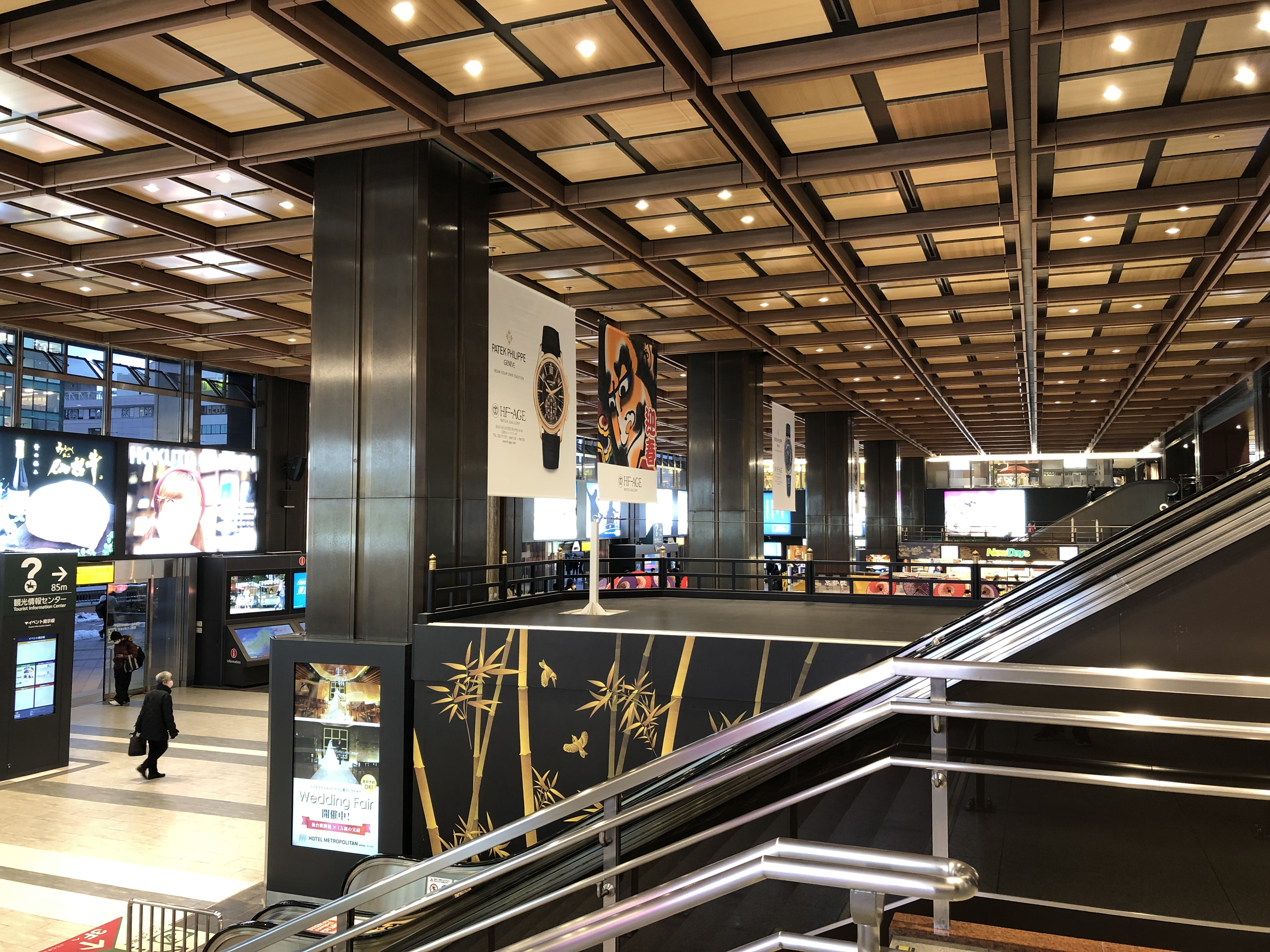
站内（2樓/3樓大堂部分）（2021年1月）
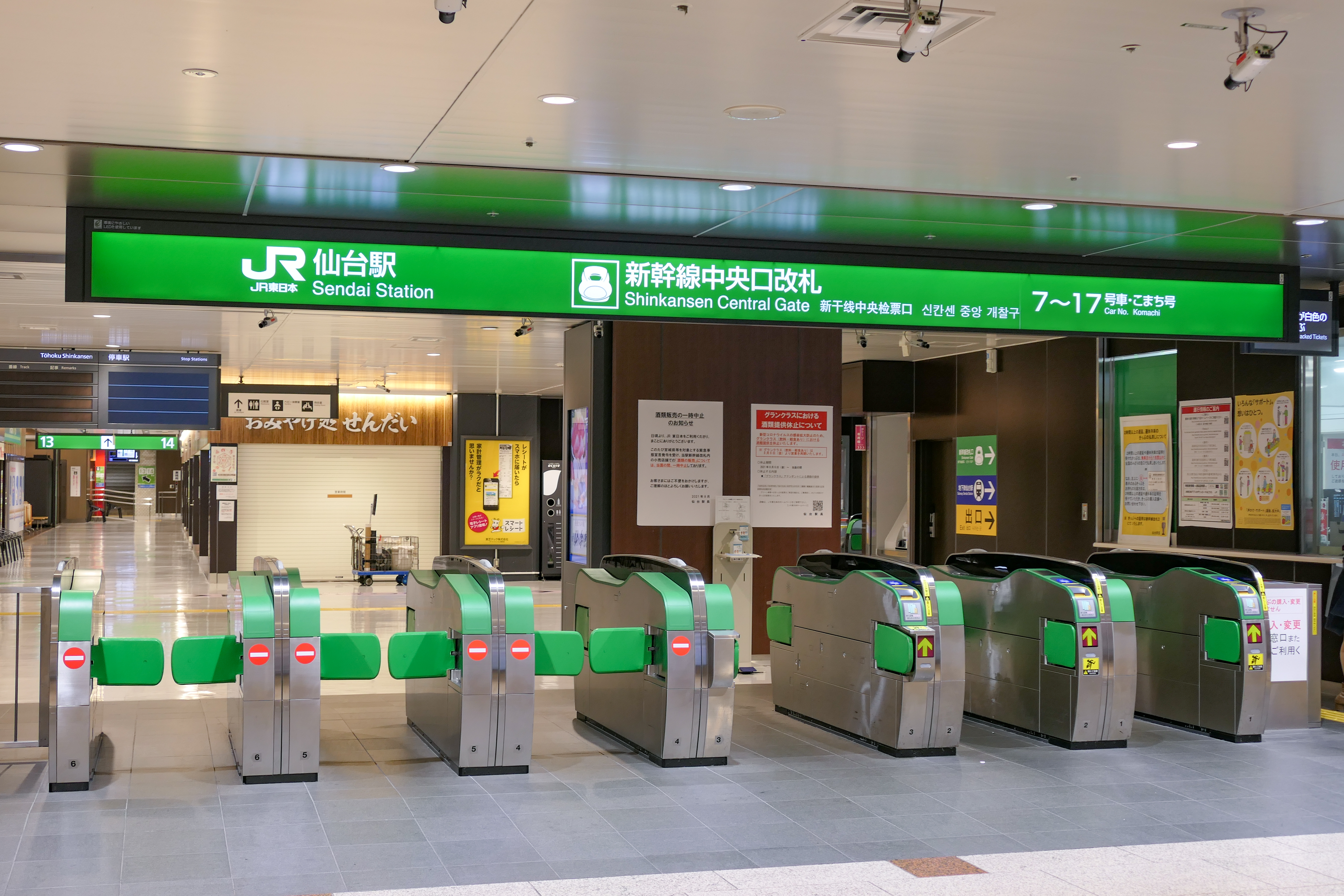
新幹線中央口檢票（2021年9月）
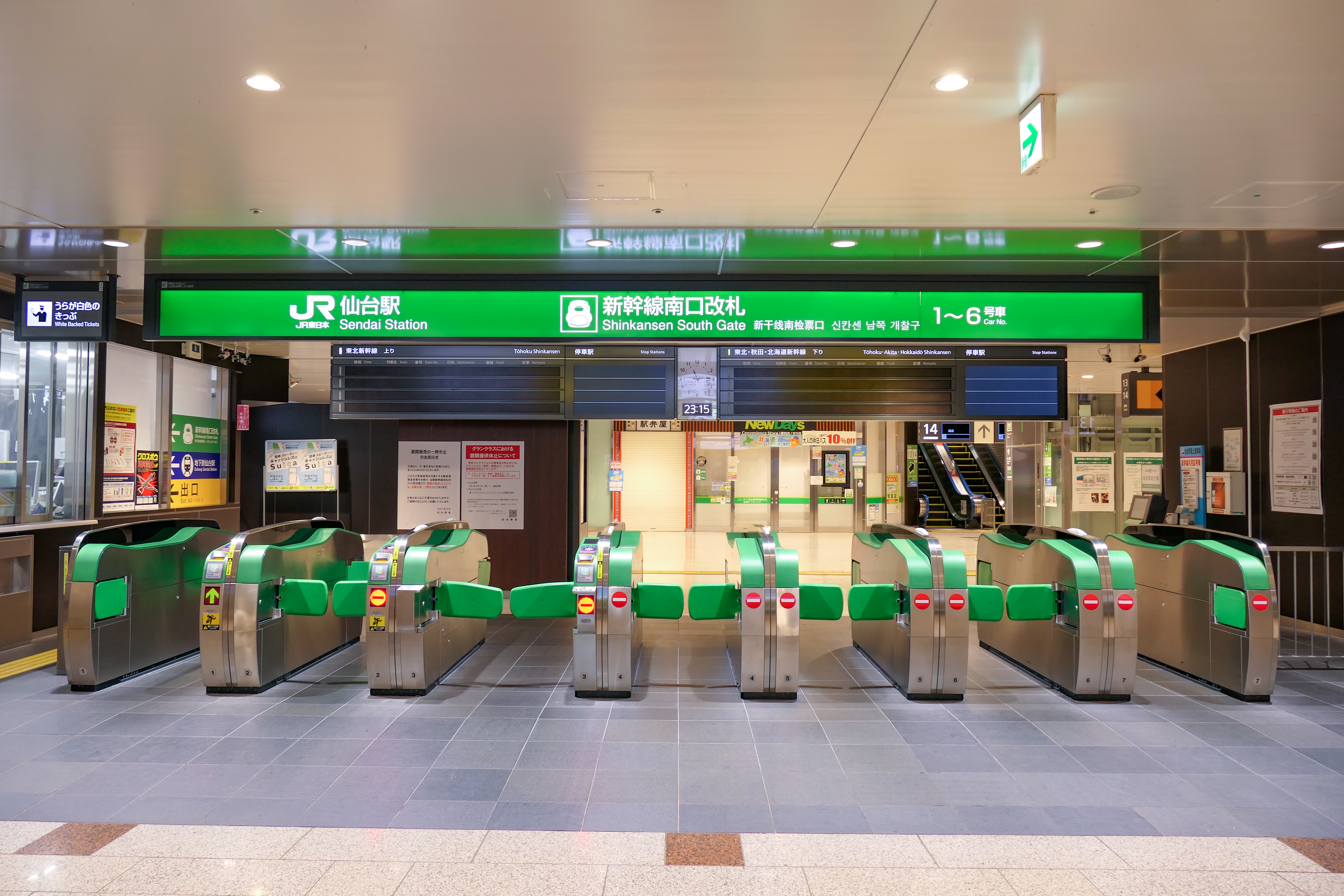
新幹線南口檢票（2021年9月）
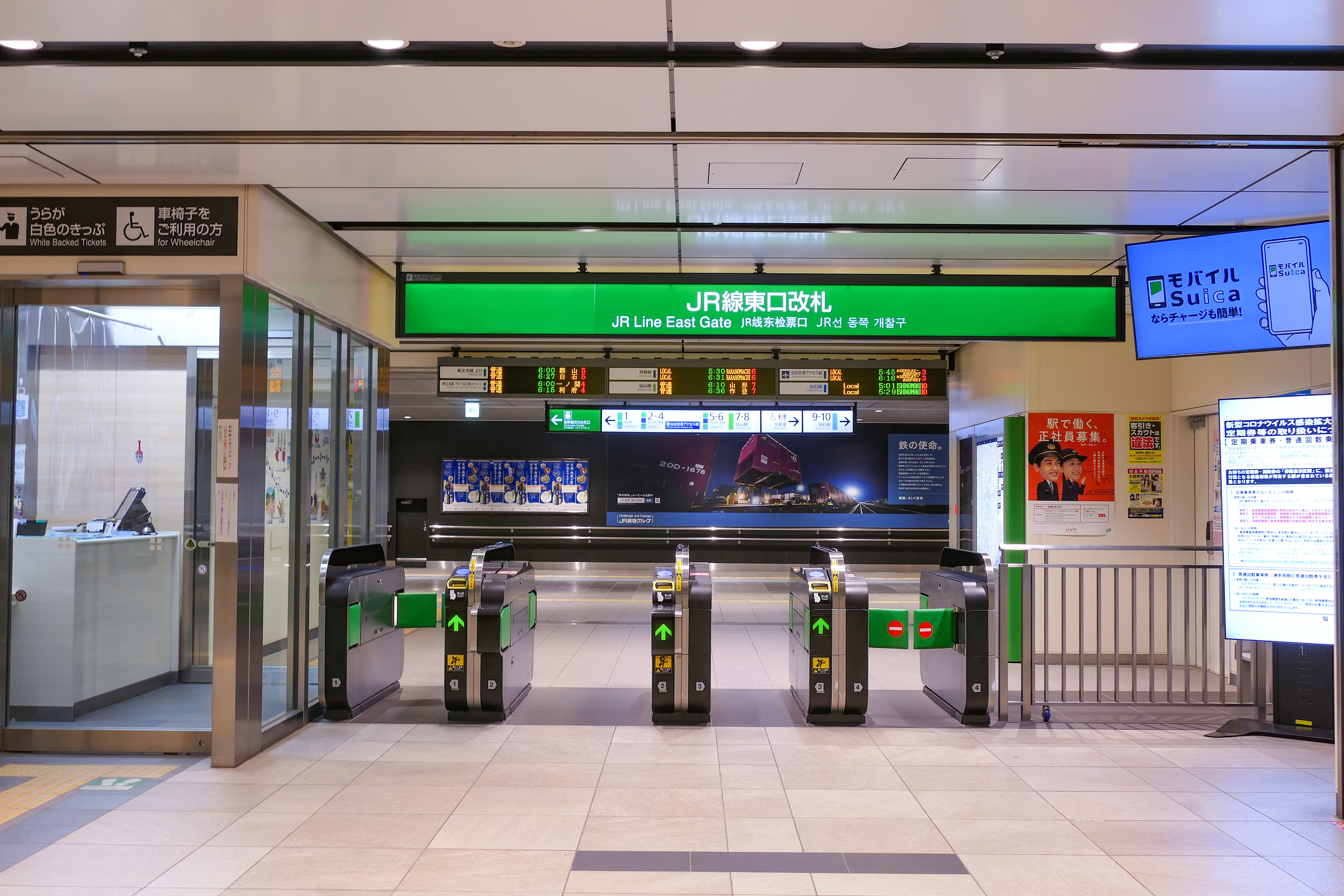
JR線東口檢票（2021年9月）
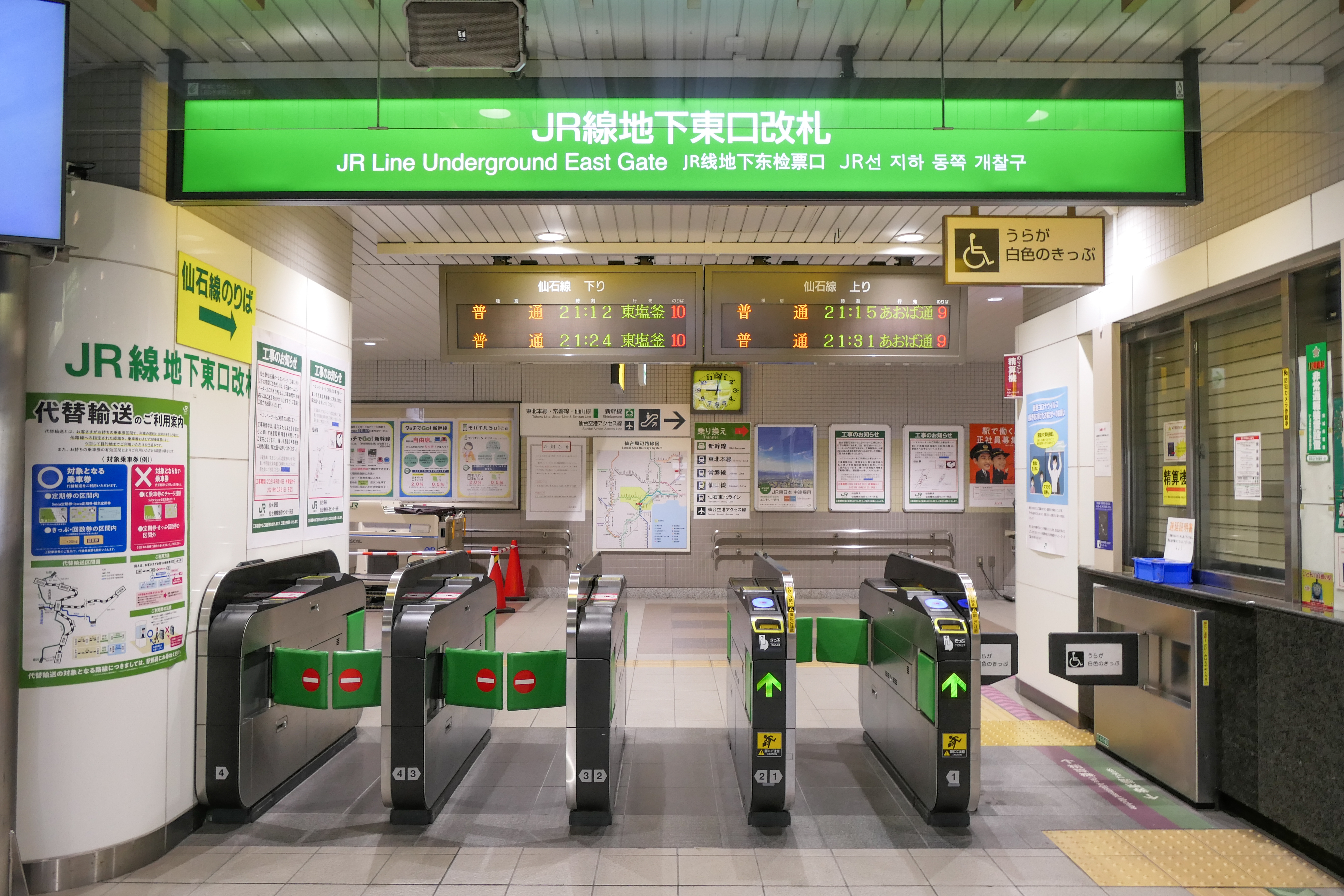
JR線地下東口檢票（2021年9月）
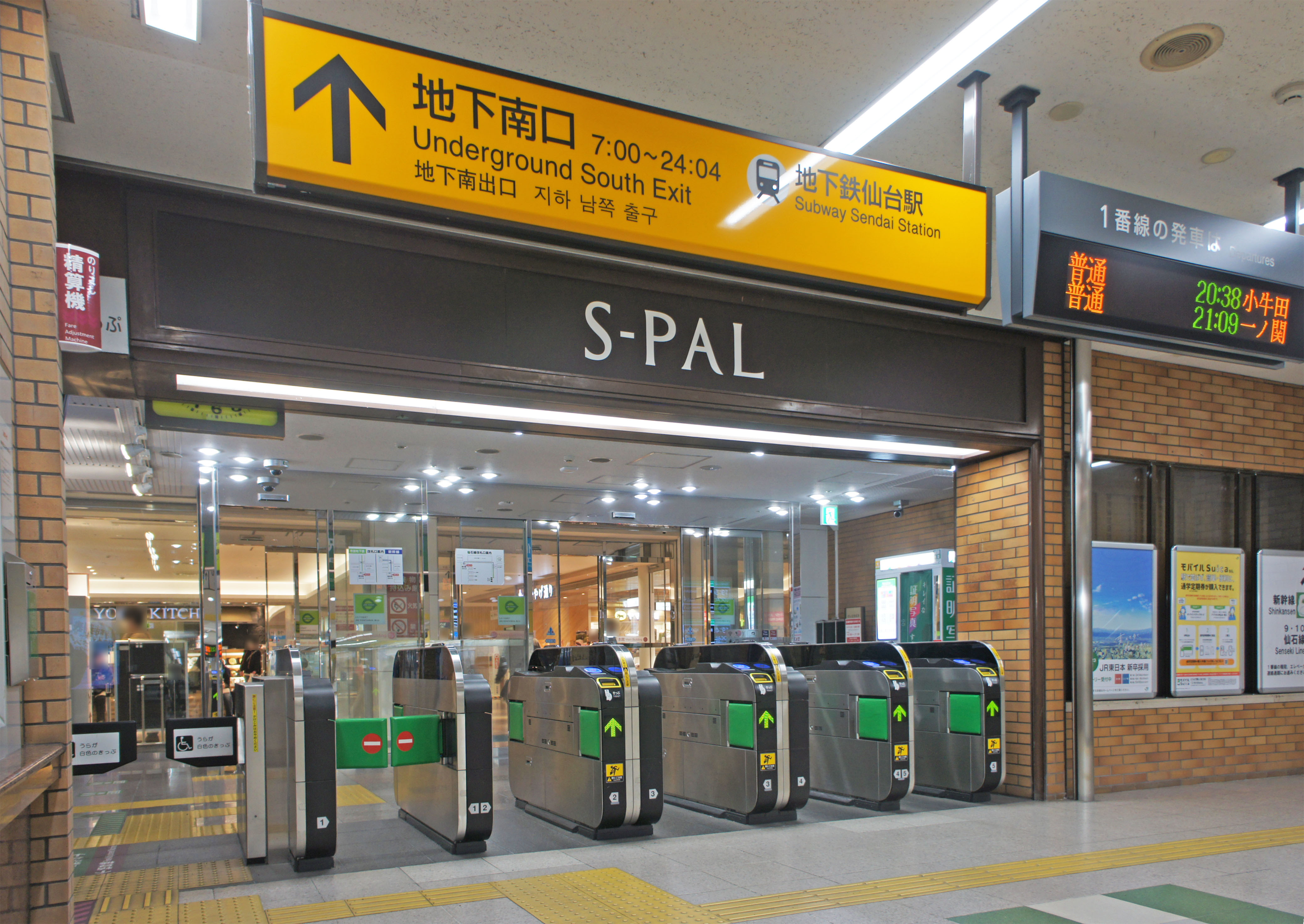
地下南口檢票（2022年4月）
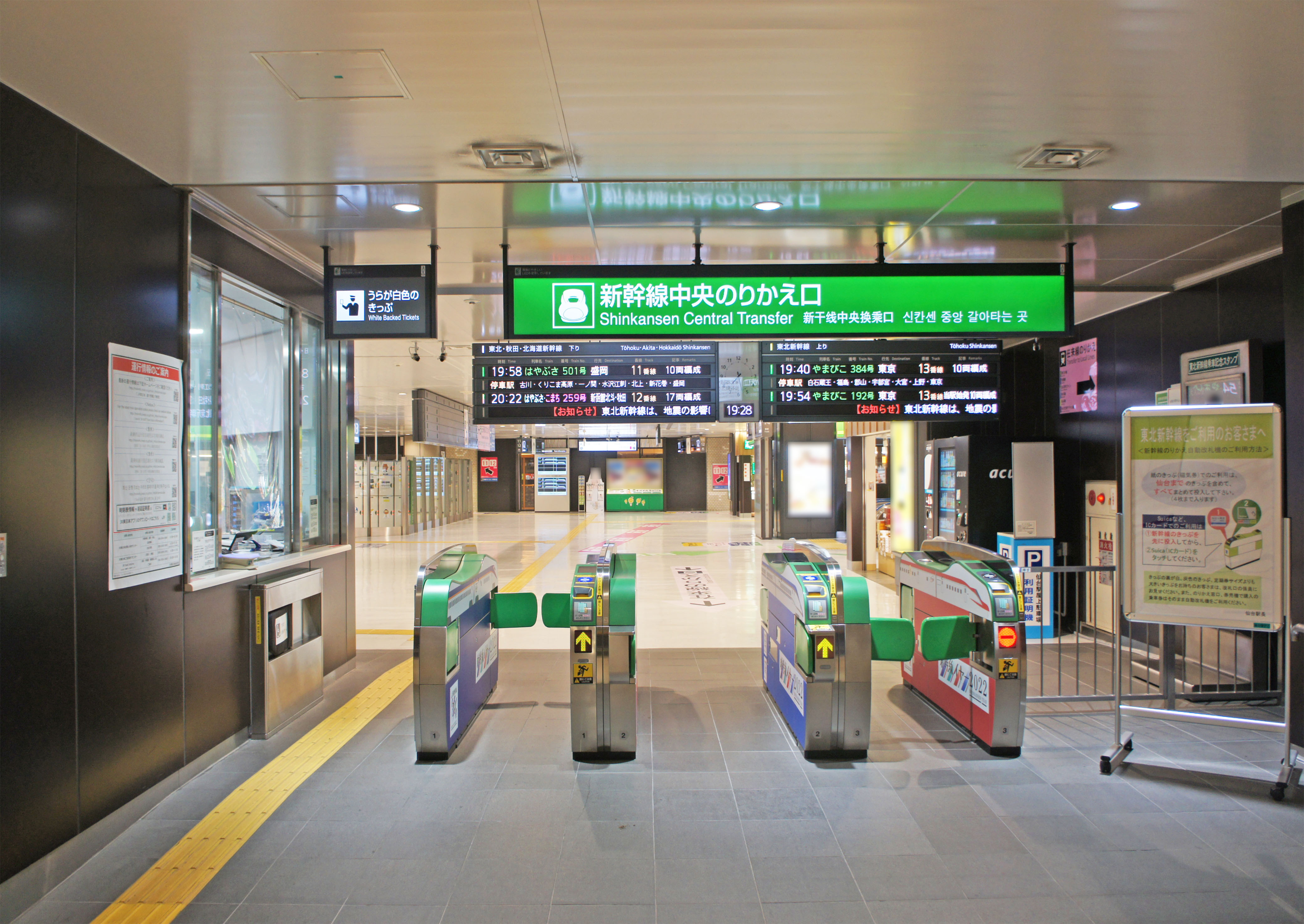
中央轉乘口（2022年4月）
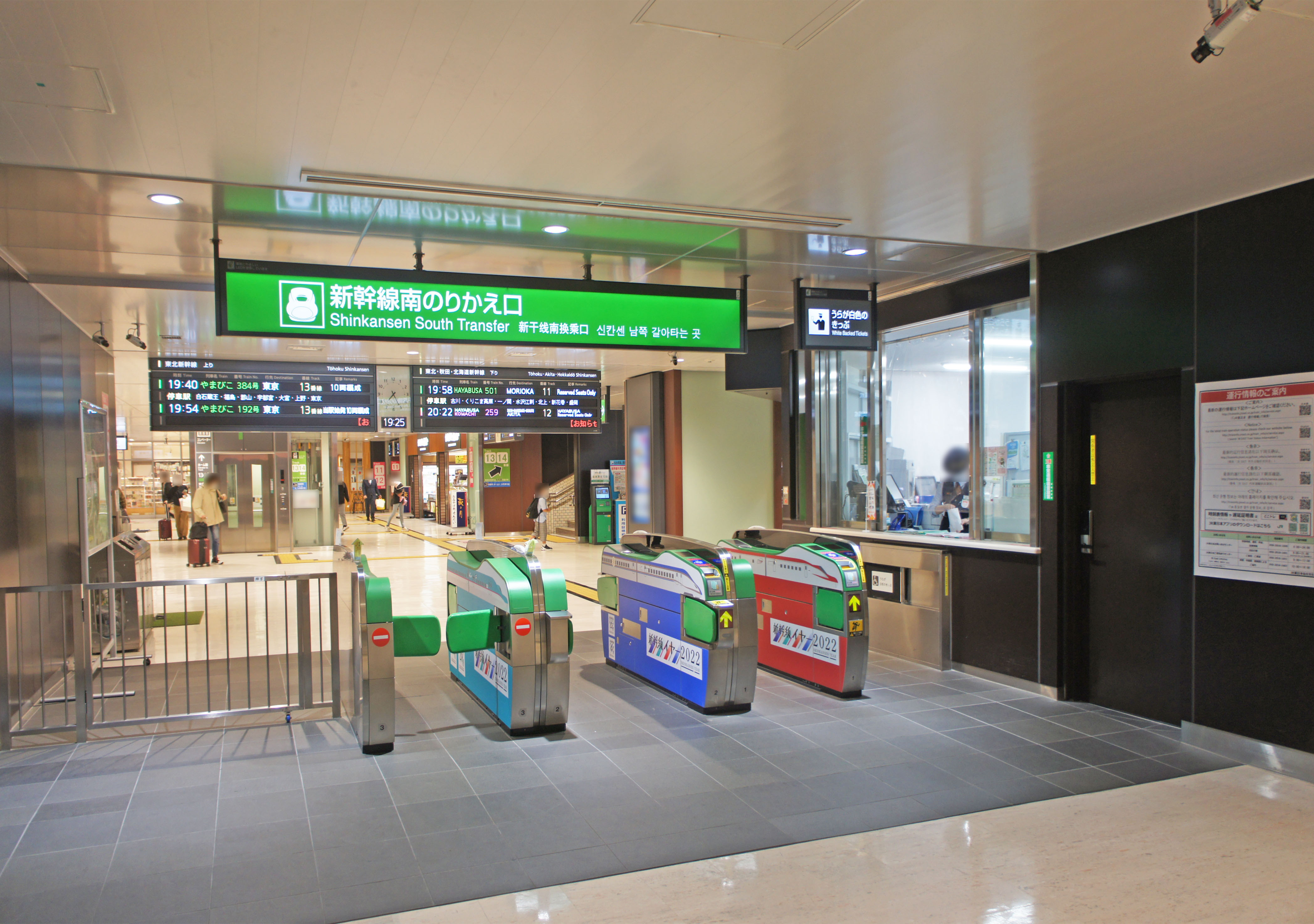
南轉乘口（2022年4月）

月台
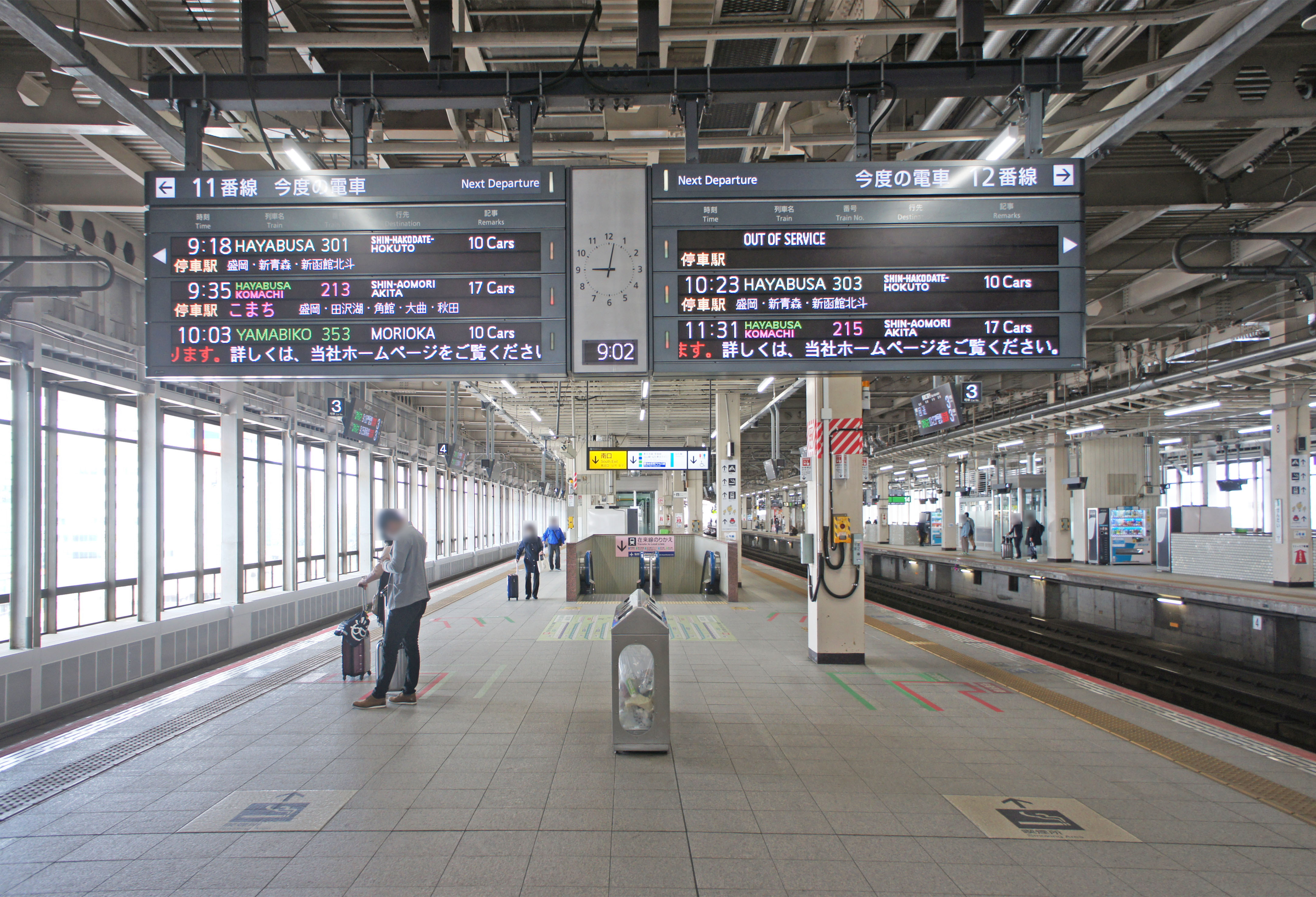
新幹線11・12號月台（2022年4月）
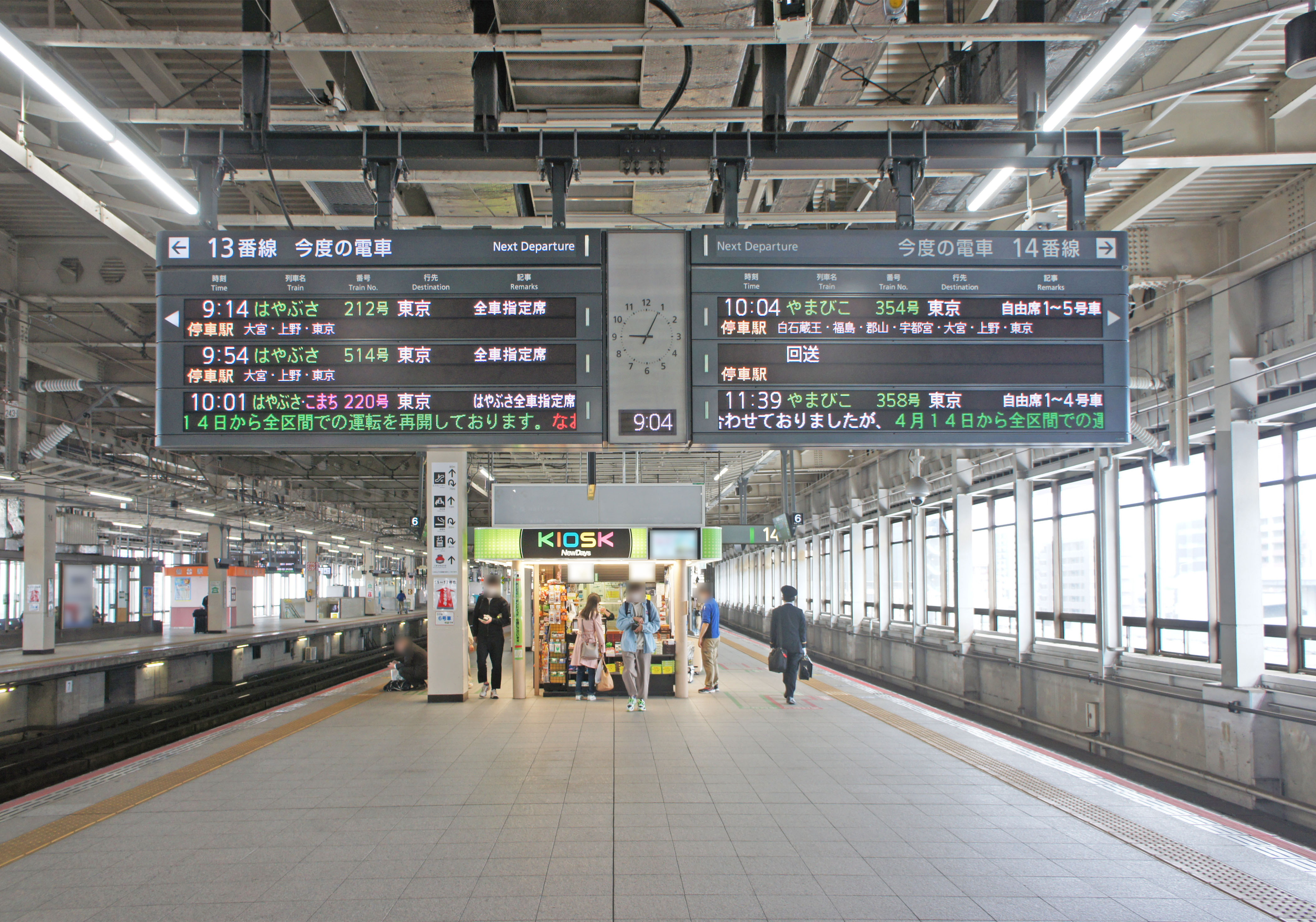
新幹線13・14號月台（2022年4月）
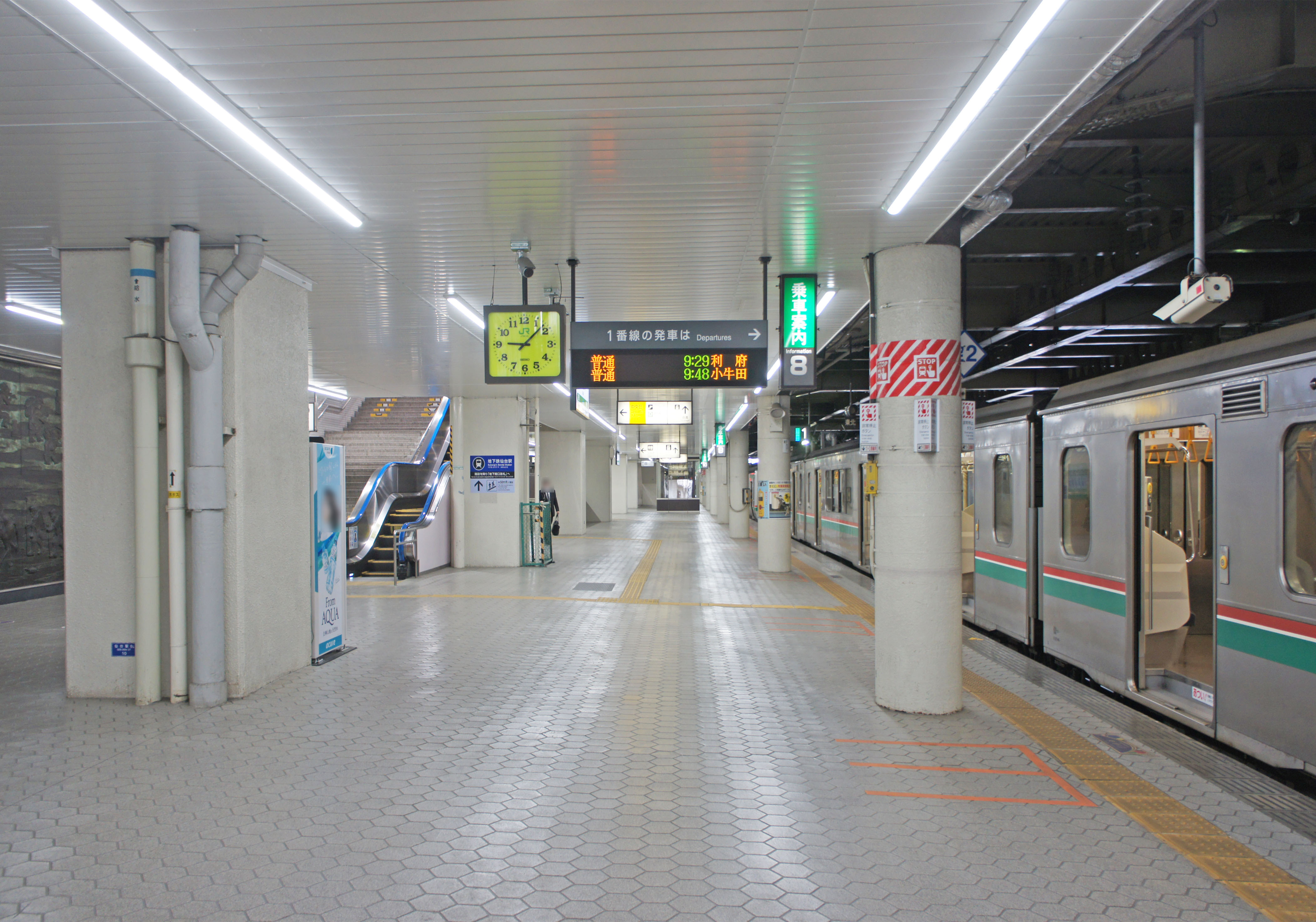
在来線1號月台（2022年4月）
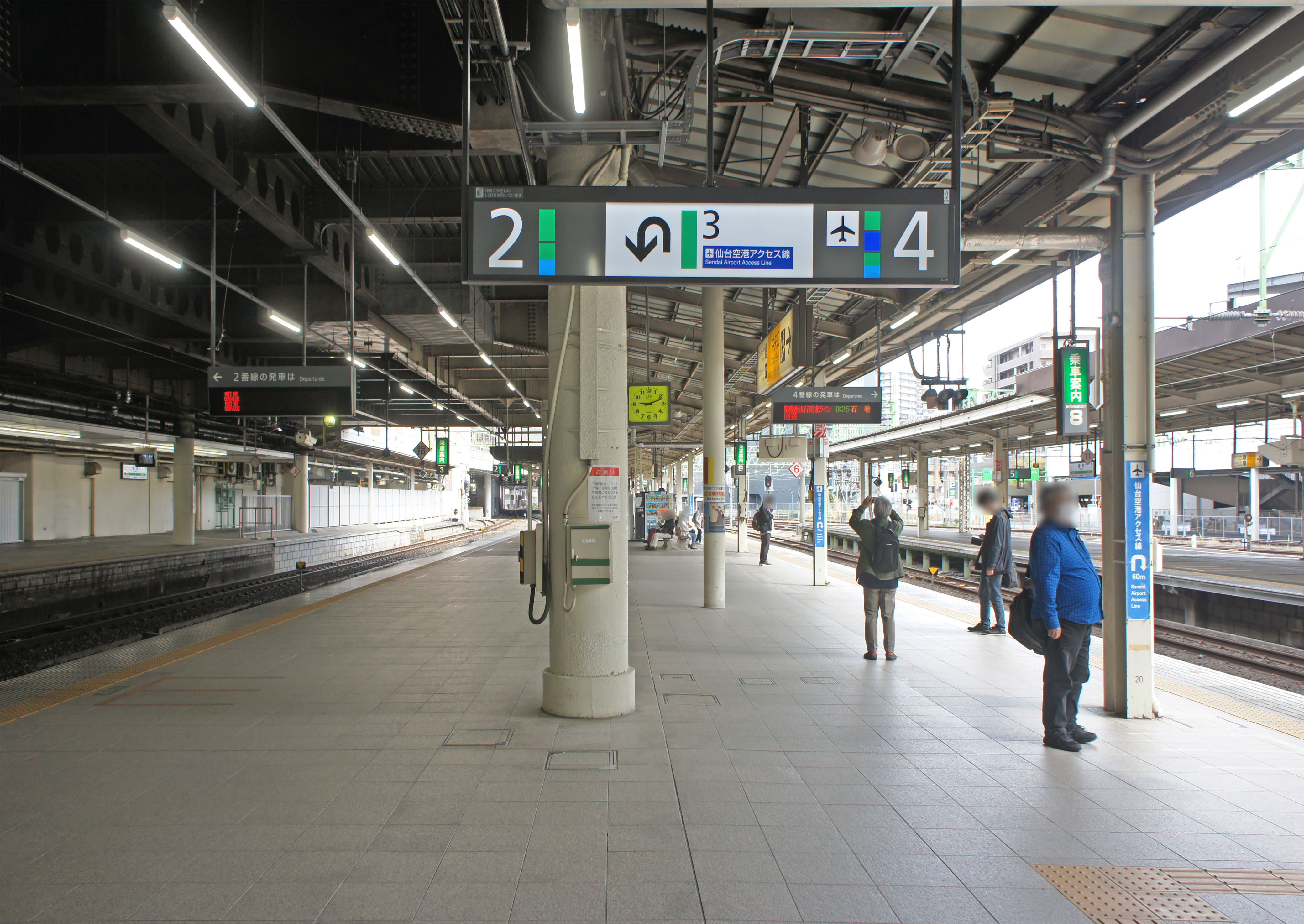
在來線2・4號月台（2022年4月）
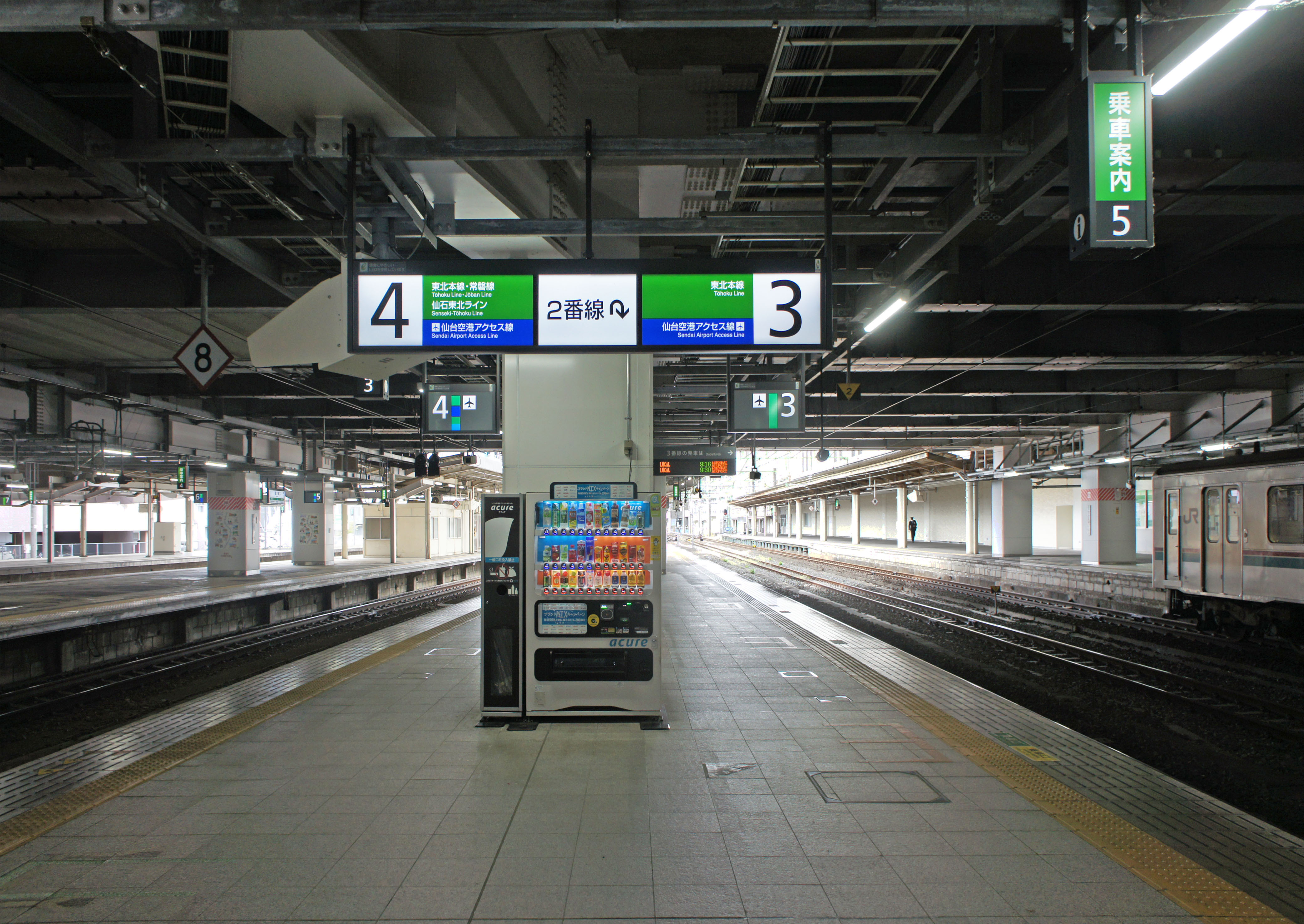
在來線3・4號月台（2022年4月）
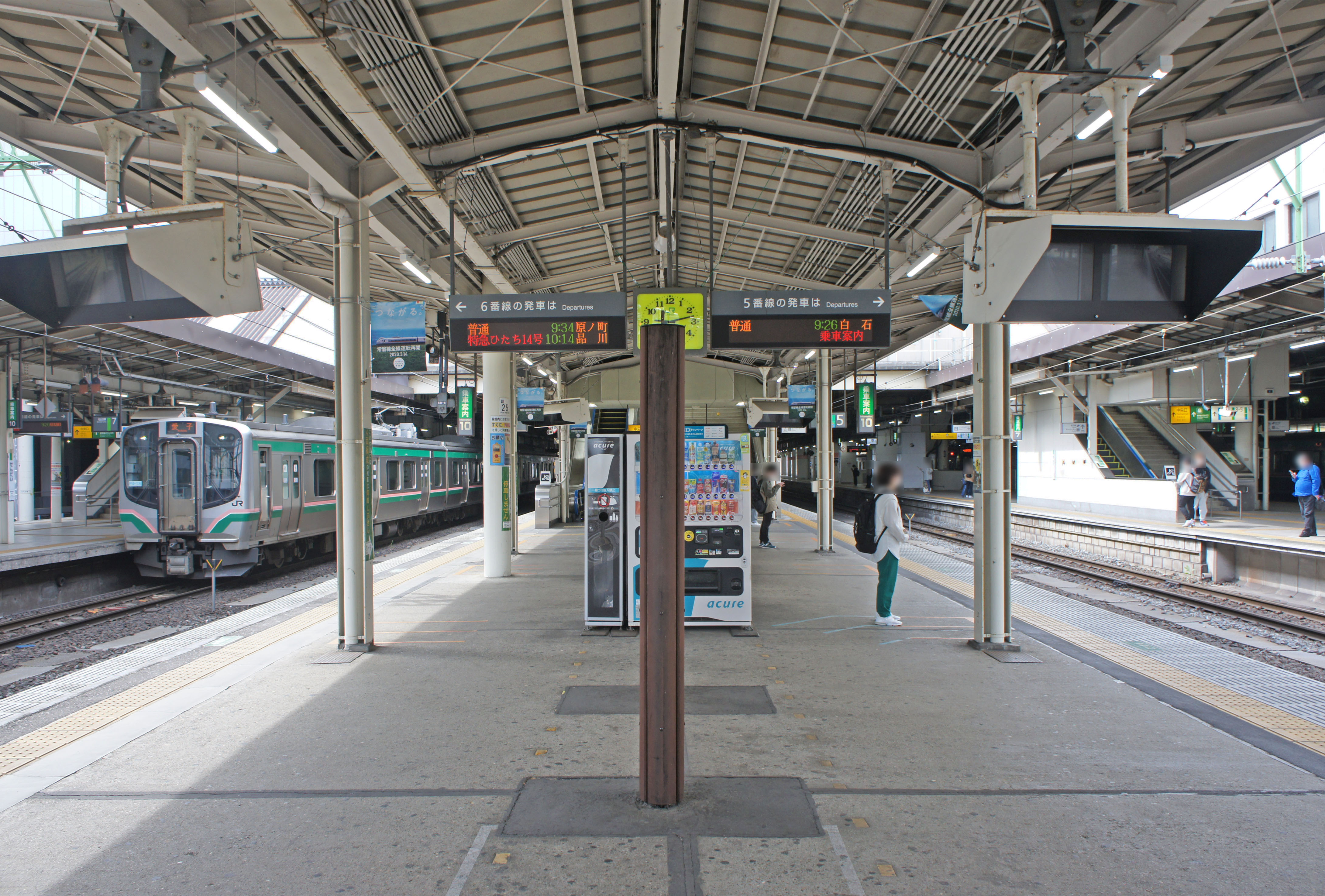
在來線5・6號月台（2022年4月）
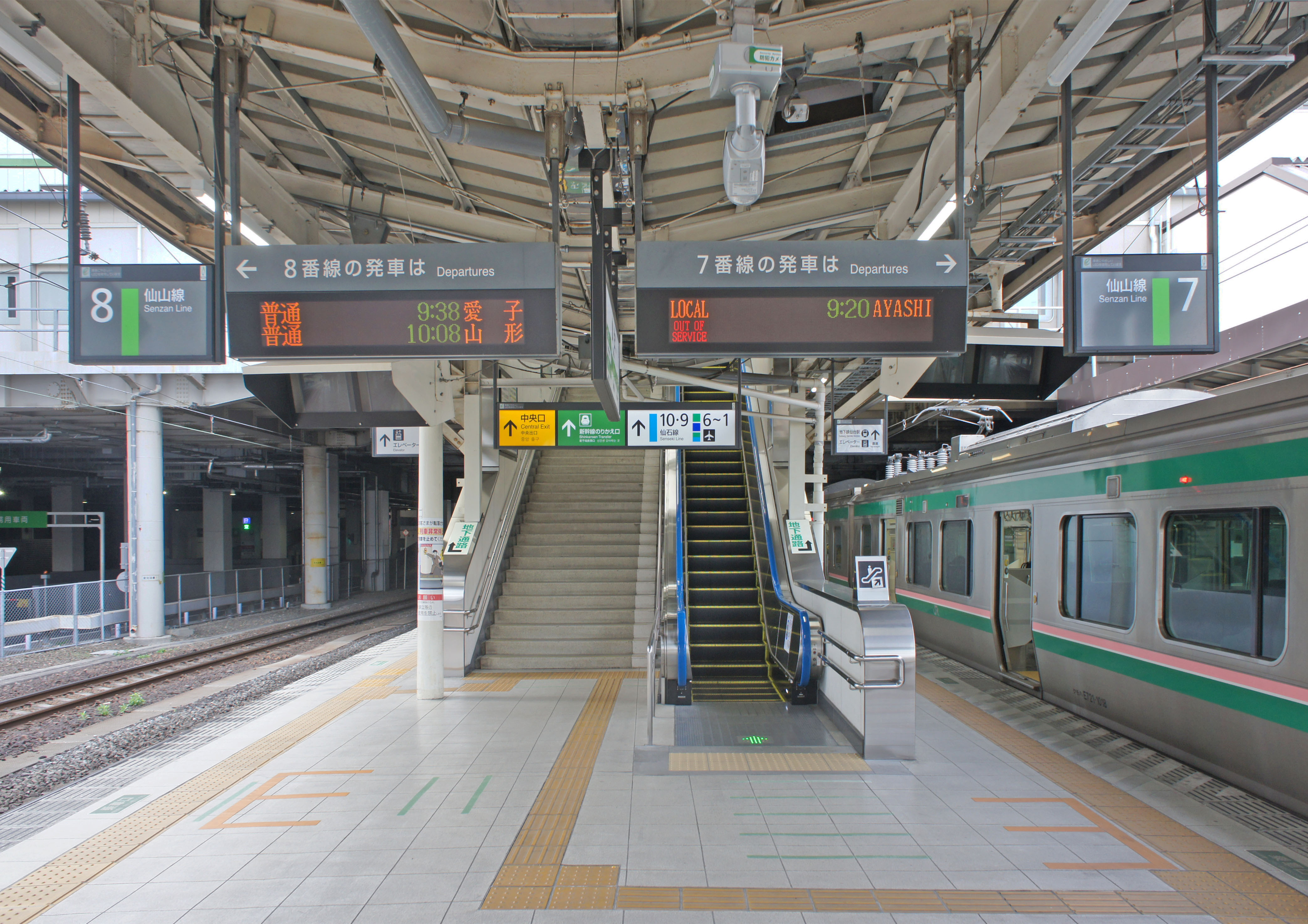
在來線7・8號月台（2022年4月）
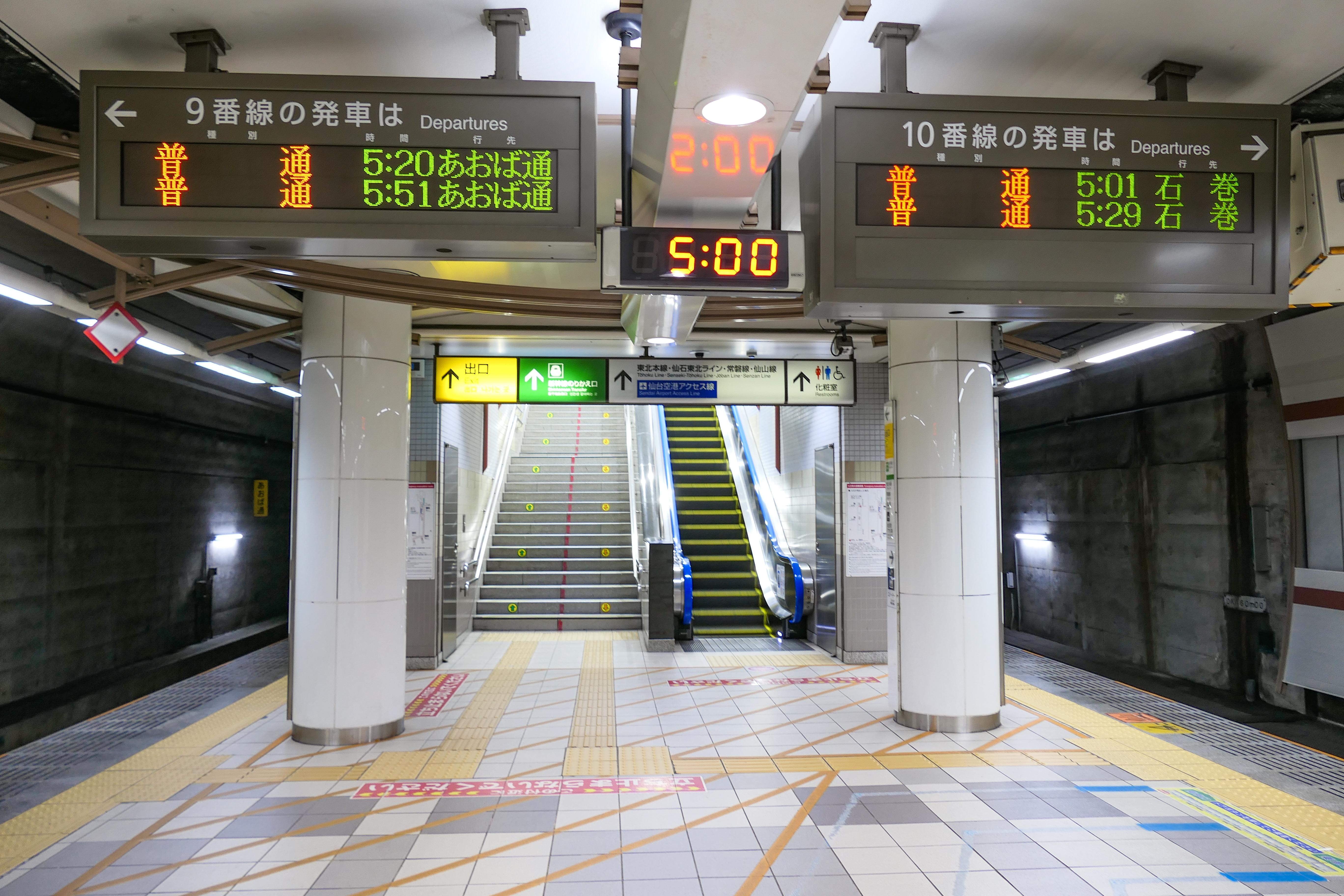
在來線9・10號月台（2021年9月）

#### 發車音樂
- 在來線
  - 1－8號線使用佐藤宗幸作曲的「青葉城戀歌」（青葉城恋唄）之旋律，演奏時間約30秒。回送列車的發車使用一般鈴聲。
  - 9、10號線（仙石線地下月台）則是使用一般鈴聲。（青葉通站則是使用前述旋律的另一版本）
- 新幹線：在人聲廣播之後播放仙台市出身的榊原光裕作曲的旋律，整段約30秒。以新幹線而言發車音很長，但由於東北新幹線在仙台站的停車時間約有2分鐘，乘客上下車及乘務員交替並不會有時間急迫的問題。

### 仙台市地下鐵
南北線月台位於仙台市愛宕上杉通地底，JR仙台站西口西側400公尺，實際上比較接近仙石線的終點站——青葉通站。東西線車站月台位於南町通地底，和南北線月台組成十字形交叉，於2015年12月6日開業。

#### 月台配置
| 月台                  | 路線     | 目的地 | 目的地             | 目的地 |
| --------------------- | -------- | ------ | ------------------ | ------ |
| 南北線月台（地下3樓） |          |        |                    |        |
| 1                     | ■ 南北線 |        | 富澤方向           |        |
| 2                     | ■ 南北線 |        | 泉中央方向         |        |
| 東西線月台（地下4樓） |          |        |                    |        |
| 3                     | ■ 東西線 |        | 荒井方向           |        |
| 4                     | ■ 東西線 |        | 八木山動物公園方向 |        |

- 北檢票口（2021年9月）
- 南北線月台（2021年9月）
- 東西線月台（2021年9月）

## 利用情况
2014年度仙台站每日平均乘车人数为84,951人（仅指在仙台站登上列车的人数，下车人数未包含在内），是JR東日本首都圈以外使用人數最多的车站。
售票所得的盈利在JR東日本所有車站中排名第三，僅次於東京站及新宿站。

## 車站便當
仙台站的車站便當（駅弁）之種類繁多，為全日本之冠。
由、三家公司相互競爭販賣，便當品質很高。
こばやし
| - 炭燒牛舌便當（炭火焼き牛たん弁当） - 政宗辨當 - 仙臺完全辨當（仙臺まるごと辨當） - 四季菜 - 鮭卵蓋飯（鮭いくら丼） - 各驛停車 - 幕之內便當（幕の内弁当） - 宮城浪漫街道（宮城ろまん街道） - 宮城黃金海道（みやぎ黄金海道） - 七夕物語（七夕ものがたり） - 花壽司（花すし） - 扇貝完全便當（帆立まるごと弁当） | - 醬汁豬排多層（ソースかつ重） - 栗飯（） - 早安（） - 仙台飯糰（仙臺おにぎり） - 凱蒂貓的仙台木偶便當（ハローキティの仙台こけし弁当） - 仙台小份便當（仙台小分け弁当） - 海膽扇貝鍋飯（うにほたて釜めし） - 鰻魚竹葉紅豆飯（うなぎ笹おこわ） - 陸奧雞肉照燒便當（みちのく鶏てり焼き弁当） - 一念發起飯/一念北寄貝飯（一念ホッキめし） - 鰻魚多層（うな重） |

仙台支店
| - 阿武隈川鮭卵飯（阿武隈川鮭はらこめし） - 前澤牛肉飯（前沢牛めし） - 三陸海膽飯（三陸うにめし） - 扇貝鍋飯（帆立釜めし） | - 雞肉飯（とりめし） - 牛彈舌（牛たんづつみ） - 仙台味盡（仙台味づくし） |

## 相鄰車站
東日本旅客鐵道
東北新幹線
白石藏王－仙台－古川
■秋田新幹線、■北海道新幹線
大宮－仙台－盛岡
■東北本線
□快速「仙台城市特快」
長町－仙台
■普通
長町－仙台－東仙台
■常磐線
■普通
長町－仙台
■仙台機場Access線
□快速
名取－仙台
■普通
長町－仙台
■■仙石東北線
□特別快速、■快速（赤快速）
仙台－鹽釜
■快速（綠快速）
仙台－東仙台
■仙山線
□快速（A快速、B快速）
仙台－北仙台
□快速（C快速）、■普通
仙台－東照宮
■仙石線
青葉通－仙台－榴岡
 仙台市地下鐵
■ 南北線
廣瀨通（N-09）－仙台（N-10）－五橋（N-11）
■ 東西線
青葉通一番町（T-06）－仙台（T-07）－宮城野通（T-08）

## 外部連結
- JR東日本－仙台站（页面存档备份，存于）（日語）
- 仙台站JR東日本列車時間表（页面存档备份，存于）（日語）
- 便當商的便當一覽（日語）

38°15′37″N 140°52′57″E / 38.26028°N 140.88250°E